# چیاکی مینامییاما
چیاکی مینامییاما (انگلیسی: Chiaki Minamiyama؛ زادهٔ ۱۶ اکتبر ۱۹۸۵) بازیکن فوتبال اهل ژاپن است.
از باشگاه‌هایی که در آن بازی کرده‌است می‌توان به باشگاه فوتبال آی ان ای سی کوبه لئونسا اشاره کرد.
وی همچنین در تیم ملی فوتبال زنان ژاپن بازی کرده‌است.